# Trosiejki
Trosiejki (biał. Трасейкі, Trasiejki; ros. Трасейки, Trasiejki) – wieś na Białorusi, w obwodzie grodzieńskim, w rejonie korelickim, w sielsowiecie Rajca.

## Historia
Pod zaborami i w II Rzeczypospolitej okolica szlachecka. W XIX i w początkach XX w. położone były w Rosji, w guberni mińskiej, w powiecie nowogródzkim, w gminie Horodyszcze.
W dwudziestoleciu międzywojennym leżały w Polsce, w województwie nowogródzkim, w powiecie nowogródzkim, w gminie Cyryn. W 1921 miejscowość liczyła 79 mieszkańców, zamieszkałych w 16 budynkach, wyłącznie Polaków. 61 mieszkańców było wyznania rzymskokatolickiego, 11 prawosławnego i 7 mojżeszowego.
Po II wojnie światowej w granicach Związku Sowieckiego. Od 1991 w niepodległej Białorusi.

## Ludzie związani z miejscowością
- Edward Chodkowski – polski chemik; urodzony w Trosiejkach